# Mansfield-et-Pontefract
Mansfield-et-Pontefract är en kommun i provinsen Québec i Kanada. Den ligger i regionen Outaouais, i den sydöstra delen av landet, 100 km nordväst om huvudstaden Ottawa.